# 英祖王朝
英祖王朝，是实际存在可能性较高的沖繩本岛最初王朝，传5代，历时90年。
根据中山世鑑
- 1代　英祖王（1259年? - 1299年?）
- 2代　大成王（英祖王長男、1299年? - 1308年?）
- 3代　英慈王（大成王次男、1308年? - 1313年?）
- 4代　玉城王（英慈王三男、1313年? - 1336年?）
- 5代　西威王（玉城王長男、1336年? - 1349年）

根据《思草纸》，英祖王朝最大的统治区域在以浦添为中心的中南部，统辖大半沖繩本岛。
中期山北初代国王的祖先湧川是英祖的次子，山南初代国王承察度是英祖第五子大里按司的孫子，三山時代的王統源于英祖王朝。